# Comuna Älvkarleby
Älvkarleby (Älvkarleby kommun) este o comună din comitatul Uppsala län, Suedia, cu o populație de 9.132 locuitori (2013).

## Geografie

### Zone urbane
Lista celor mai mari zone urbane din comună (anul 2015) conform Biroului Central de Statistică al Suediei:
| Nr | Zona urbană | Pop.  |
| -- | ----------- | ----- |
| 1  | Skutskär    | 6.279 |
| 2  | Älvkarleby  | 1.517 |
| 3  | Gårdskär    | 354   |
| 4  | Marma       | 324   |
| 5  | Älvkarleö   | 214   |

## Demografie
| \| Evoluția demografică în comuna Älvkarleby, 1970–2015 \| Evoluția demografică în comuna Älvkarleby, 1970–2015 \| Evoluția demografică în comuna Älvkarleby, 1970–2015 \| Evoluția demografică în comuna Älvkarleby, 1970–2015 \| Evoluția demografică în comuna Älvkarleby, 1970–2015 \| \| ----------------------------------------------------------------------------------------------------- \| ---------------------------------------------------- \| ---------------------------------------------------- \| ---------------------------------------------------- \| ---------------------------------------------------- \| \| An \| \| \| Locuitori \| \| \| 1970 \| 1970 \| \| 10279 \| 10279 \| \| 1975 \| 1975 \| \| 9947 \| 9947 \| \| 1980 \| 1980 \| \| 9736 \| 9736 \| \| 1985 \| 1985 \| \| 9270 \| 9270 \| \| 1990 \| 1990 \| \| 9263 \| 9263 \| \| 1995 \| 1995 \| \| 9139 \| 9139 \| \| 2000 \| 2000 \| \| 8932 \| 8932 \| \| 2005 \| 2005 \| \| 9080 \| 9080 \| \| 2010 \| 2010 \| \| 9103 \| 9103 \| \| 2015 \| 2015 \| \| 9293 \| 9293 \| \| Sursa: SCB - Statistika Centralbyrån, Folkmängd efter region, civilstånd, ålder och kön. År 1968–2016 \| \| \| \| \| |      |  |           |       |
| Evoluția demografică în comuna Älvkarleby, 1970–2015 |      |  |           |       |
| An |      |  | Locuitori |       |
| 1970 | 1970 |  | 10279     | 10279 |
| 1975 | 1975 |  | 9947      | 9947  |
| 1980 | 1980 |  | 9736      | 9736  |
| 1985 | 1985 |  | 9270      | 9270  |
| 1990 | 1990 |  | 9263      | 9263  |
| 1995 | 1995 |  | 9139      | 9139  |
| 2000 | 2000 |  | 8932      | 8932  |
| 2005 | 2005 |  | 9080      | 9080  |
| 2010 | 2010 |  | 9103      | 9103  |
| 2015 | 2015 |  | 9293      | 9293  |
| Sursa: SCB - Statistika Centralbyrån, Folkmängd efter region, civilstånd, ålder och kön. År 1968–2016 |      |  |           |       |